# 25-й армейский корпус (вермахт)
25-й армейский корпус (нем. XXV. Armeekorps), сформирован 17 сентября 1939 года.

## Боевой путь корпуса
В мае-июне 1940 года — участие в захвате Франции (в составе 7-й армии).
С июня 1944 — бои против высадившихся во Франции американо-британских войск. С августа 1944 — бои в окружении (в провинции Бретань).
10 мая 1945 года — остатки корпуса капитулировали в крепости Лорьян (провинция Бретань).

## Состав корпуса
В июне 1940:
- 555-я пехотная дивизия
- 557-я пехотная дивизия

В июле 1944:
- 265-я пехотная дивизия
- 343-я пехотная дивизия

В марте 1945:
- 265-я пехотная дивизия

## Командующие корпусом
- С 6 ноября 1939 — генерал пехоты Карл риттер фон Прагер
- С 1 мая 1942 — генерал артиллерии Вильгельм Фармбахер